# De vilde svaner (dokumentarfilm)
 For alternative betydninger, se De vilde svaner. (Se også artikler, som begynder med De vilde svaner)
De vilde svaner er en dansk dokumentarfilm fra 1969, der er instrueret af Frank Wenzel efter eget manuskript.

## Handling
Poetisk-dokumentarisk skildring af svaner året rundt ved en af de nordsjællandske søer.